# Вербичоара
Культура Вербичоара — археологическая культура европейского бронзового века. Название происходит от эпонимического поселения в местности Вербичоара в округе Долж на юго-западе Румынии.

## Хронология и область распространения
Культура Вербичоара существовала, согласно периодизации бронзового века Пауля Райнеке, начиная с бронзы A2 и до бронзы D, то есть около 1950—1200 гг. до н. э. В развитии культуры различаются 4 фазы. В начале периода B1 (около 1700 г. до н. э.) некоторое влияние на неё оказывала культура инкрустированной керамики, которую вытеснила из прежних мест обитания культура курганных погребений.
Население культуры Вербичоара проживало в Олтении между Карпатами, Дунаем и Олтом. Также простиралась к югу от Дуная на территорию Болгарии, где занимала бассейны рек Искыр и Осым вплоть до города Ловеч.

## Хозяйство
Занимались скотоводством, в меньшей мере земледелием. В поселениях данной культуры встречаются кости рогатого скота, овец, коз и свиней.

## Поселения и здания
Поселения располагались на возвышенностях или террасах рек. Некоторые поселения огорожены рвом (поселение в Вербичоаре). К указанной культуре принадлежат также пещерные поселения (пещера Деветаки в Болгарии, пещера в окрестностях Баиле-Херкулане). На более поздних стадиях появляются так называемые зольники, то есть объекты, связанные с культом огня. В поселениях преобладают дома шестово-рамочной конструкции, с круговой или четырёхугольной планировкой, с очагами внутри.

## Погребальный обряд
Эта культура характеризуется почти полным отсутствием находок захоронений. Это явление также повторяется в других археологических группах данного региона (Культура Тей). Это свидетельствует о том, что существовала некоторая неизвестная в наше время форма погребения, которая не оставляла после себя археологических следов.

## Инвентарь
Характерные формы керамики для культуры Вербичоара — одноухие кубки, сосуды с двумя ушами, выступающими над краем. В орнаменте доминируют борозды, инкрустация и штампованный орнамент, характерный также для культуры Гырла-Маре. В качестве декоративных мотивов выступают спирали, меандры и ленты.
В культуре Вербичоара встречаются каменные, кремнёвые и костяные изделия, тогда как бронзовые достаточно редки. Имеются также многочисленные орнаментированные пряслица.